# Saratovsko umjetno jezero
Saratovsko umjetno jezero (ruski: Саратовское водохранилище), je akumulacijski bazen u donjem dijelu rijeke Volge,  formiran branom Saratovske hidroelektrane izgrađene 1967. godine u gradu Balakovu, te punjeno od 1967. do 1968. godine. Najviša točka umjetnog jezera nalazi se u gradu Toljatiju, proteže se kroz Samarsku i Saratovsku oblast. Grad Samara i Samarski Luk nalaze se na obali umjetnog jezera. Istoimeni grad Saratov je zapravo smješten nizvodno od brane. Na obalama umjetnog jezera nalaze se još gradovi Čapajevsk, Syzranj, Hvaljinsk i mnoštvo naselja.
Desnom obalom umjetnog jezera prevladava šumska stepa, a lijevom stepa.

## Glavni parametri izgradnje
- Površina umjetnog jezera — 1831 km².
- Zapremina — 12,9 km³.
- Dužina — 357 km.
- Najveća širina — 25 km.
- Srednja dubina — 7 m.

## Gospodarski značaj
Umjetno jezero vrši utjecaj na dnevni i tjedni protok Volge i njenih pritoka, razina varira između 0,5-1 m.
Saratovski akumulacijski bazen je izrađen radi poboljšanja energetike i vodnog prometa, koristi se za industrijsku i komunalnu vodoopskrbu, navodnjavanje i ribolov (ovdje se nalaze, deverika, smuđ, štuka, šaran, itd.). Kao i druga umjetna jezera na Volgi, Saratovsko ima negativan utjecaj na migraciju riba (jesetra), također akumulira ekološki štetne proizvode ljudske aktivnosti.